# Deutsche Physik
La Deutsche Physik (pronunciación en alemán: /ˈdɔʏtʃə fyˈziːk/, tdl. ‘Física alemana’), también conocida como Física Aria (en alemán: Arische Physik) fue un movimiento nacionalista en la comunidad física de Alemania a inicios de los años 1930. Un movimiento pseudocientífico, ganó el apoyo de muchos físicos eminentes en Alemania. El término fue tomado del título de una libro de física de cuatro volúmenes del Premio Nobel Philipp Lenard en los 1930.
La Deutsche Physik se opuso al trabajo de Albert Einstein y a la física teórica moderna, la cual era despectivamente llamada como "física judía" (en alemán: Jüdische Physik).

## Orígenes

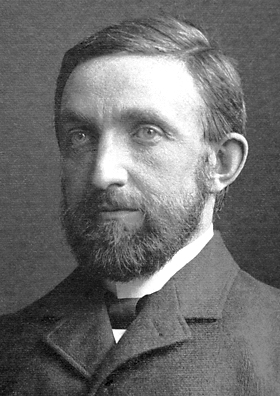
Philipp Lenard, uno de los primeros impulsores del movimiento de la Deutsche Physik.

El movimiento comenzó como una extensión del movimiento nacionalista alemán en la comunidad física que se remontaba hasta la Primera Guerra Mundial. El 25 de agosto de 1914, durante la invasión alemana de Bélgica, tropas alemanas utilizaron gasolina para prender fuego a la biblioteca de la Katholieke Universiteit Leuven. El incendio de la biblioteca desembocó a una nota de protesta la cual fue firmada por ocho científicos británicos, específicamente William Bragg, William Crookes, Alexander Fleming, Horace Lamb, Oliver Lodge, William Ramsay, Lord Rayleigh, y J. J. Thomson. En 1915, esto llevó a una reacción contraria en la forma de una "apelación" formulada por Wilhelm Wien y dirigida a los físicos alemanes y editores científicos, la cual fue firmada por dieciséis físicos alemanes, entre los que se incluye a Arnold Sommerfeld y Johannes Stark. Ellos afirmaban que el carácter alemán había sido malinterpretado y que los intentos hechos a lo largo de los años para llegar a una comprensión entre los dos países obviamente habían fracasado. Por lo tanto, ellos se opusieron al uso de la lengua inglesa por autores científicos, editores de libros, y traductores alemanes. Un gran número de físicos alemanes, incluyendo a Max Planck y especialmente Philipp Lenard, un rival científico de J. J. Thomson, habían firmado el manifiesto de los 93, de modo que gradualmente se desató una "guerra de las mentes". En el lado alemán fue sugerido evitar el uso innecesario de lengua inglesa en textos científicos (en referencia al cambio del nombre de fenómenos descubiertos en Alemania con nombres derivados del inglés, como "X-ray" en lugar de "Röntgenstrahlen"). Sin embargo, se hizo énfasis en que esta medida no debía malentenderse como un rechazo del pensamiento, las ideas y los estímulos científicos británicos.
Después de la guerra, las ofensas percibidas del Tratado de Versalles mantuvieron altos algunos de estos sentimientos nacionalistas, sobre todo en Lenard, quien ya se había quejado de Inglaterra en un pequeño panfleto al comienzo de la guerra. El 26 de enero de 1920, el ex-cadete naval Oltwig von Hirschfeld intentó asesinar ministro de Finanza alemana Matthias Erzberger, Lenard envió a Hirschfeld un telegrama para felicitarlo. Después del asesinato del político Walther Rathenau en 1922, el gobierno ordenó las banderas hondearan a media asta el día de su funeral, pero Lenard ignoró la orden en su instituto en Heidelberg. El alumnado socialista organizó una manifestación en contra de Lenard, quien fue puesto bajo detención preventiva por el fiscal estatal Hugo Marx. El sentimiento de Lenard no era exclusivo a la física o los físicos; la combinación de nacionalismo y el agravio percibido de las fuerzas extranjeras e internas fueron razones clave para la popularidad del naciente Partido Nazi en la década de los 1920s.
Durante los primeros años del siglo XX, la teoría de la relatividad de Albert Einstein causó controversia dentro de la comunidad física de todo el mundo. Había muchos físicos, especialmente los de la "vieja generación", que sospechaban de los significados intuitivos de las teorías de Einstein. Si bien las críticas a Einstein se basaron en parte en que sus conceptos eran una ruptura radical de las teorías clásicas, también hubo un elemento antijudío en algunas de las crítica. El teórico principal del movimiento de la Deutsche Physik era Rudolf Tomaschek, quién había reeditado el famoso libro de física Grimsehl Lehrbuch der Physik. En aquel libro, el cual consta de varios volúmenes, se aceptaba la transformación de Lorentz, así como la teoría cuántica. Aun así, la interpretación de Einstein sobre la transformación de Lorentz no fue mencionada, y su nombre fue completamente ignorado. Muchos de los físicos clásicos se molestaron por la destitución de Einstein de la idea de un Éter, el cual había sido un pilar de su trabajo por la mayor parte de sus vidas laborales. No estaban convencidos por la evidencia empírica de la relatividad. Creyeron que las medidas del perihelio de Mercurio y el resultado nulo del experimento de Michelson y Morley podía ser explicado en otras maneras, y los resultados del experimento del eclipse de Eddington era experimentalmente suficientemente problemático como para ser descartado por los escépticos más devotos. Muchos de ellos eran distinguidos físicos experimentales, y Lenard era un premio Nobel de física.

## Bajo el Tercer Reich

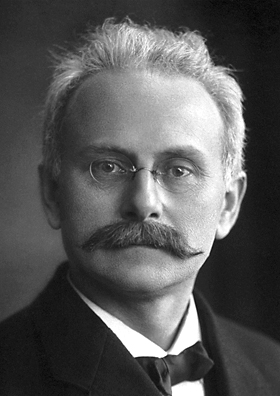
Johannes Stark

Cuando los nazis entraron a la escena política, Lenard pronto intentó aliarse con ellos, uniéndose al partido en una era temprana. Con otro premio Nobel de física, Johannes Stark, Lenard empezó una campaña central para etiquetar la relatividad de Einstein como Física judía.
Lenard y Stark se beneficiaron considerablemente del apoyo nazi. Bajo el grito de guerra de que la física tendría que ser más "alemana" y "aría" Lenard y Stark embarcaron un plan aprobado por los nazis para reemplazar a los físicos en universidades alemanas con "físicos arios". Esta campaña fue reemplazada por las Leyes de Núremberg de 1935. Ya no había profesores de física judíos en Alemania, ya que según las Leyes de Núremberg, los judíos no tenían permitido trabajar en universidades. Stark en particular intento instalarse como la autoridad nacional de la "física alemana" bajo el principio de Gleichschaltung aplicado a otras disciplinas profesionales. Bajo este paradigma en la era nazi, las disciplinas académicas y los campos profesionales siguieron una jerarquía estrictamente lineal creada a lo largo de líneas ideológicas.
Las figuras de la "física aria" obtuvieron un éxito moderado, pero el soporte del Partido Nazi no fue tan grande como Lenard y Stark habrían preferido. Después de un largo periodo de acoso del físico cuántico Werner Heisenberg, incluida la etiqueta de "judío blanco" en Das Schwarze Korps, comenzaron a caer en influencia. Heisenberg no fue sólo un físico preeminente el cual los nazis se daban cuenta de que estaban mejor con el que sin el, aun así, su teoría judía podía estar en los ojos de Stark y Lenard. En un momento histórico, la madre de Heisenberg llamó a la madre de Himmler y le preguntó si le podía decir a las SS que le den a "Werner" un descanso. Después de comenzar una evaluación completa del personaje, que Heisenberg instigó y aprobó, Himmler prohibió seguir atacando al físico. Heisenberg más tarde emplearía su "física judía" en el proyecto Uranio para los propósitos de armas nucleares o el uso de energía nuclear. Himmler prometió a Heisenberg que después de que Alemania ganara la guerra, las SS financiaría un instituto de física el cual sería dirigido por Heisenberg.
Lenard comenzó a desempeñar cada vez menos un papel, y pronto Stark se encontró con aún más dificultades, ya que otros científicos e industriales conocidos por ser excepcionalmente "arios"  defendieron a la relatividad y a la mecánica cuántica. Como el historiador Mark Walker puso, "a pesar de sus esfuerzos mejores, al final su ciencia no fue aceptada, apoyada, o utilizada por el Tercer Reich. Stark gastó gran parte de su tiempo durante el Tercer Reich luchando con burócratas dentro del estado Nacional Socialista. La mayoría de los líderes nazis nunca apoyaron a Lenard y Stark, o fueron abandonados en el curso del Tercer Reich."

## Efecto en el programa nuclear alemán
De vez en cuando se afirma que existe una gran ironía en que los nazis calificaran a la física moderna como "ciencia judía", ya que fue la física moderna, y el trabajo de muchos europeos exiliados, la que se usó para crear la bomba atómica.  Incluso si el gobierno alemán no había adoptado las ideas de Lenard y Stark, el antisemitismo alemán era suficiente para destruir a la comunidad científica judía en Alemania. Además, el proyecto nuclear alemán nunca se llevó a cabo con un alcance cercano al vigor del Proyecto de Manhattan en los Estados Unidos, y para aquella razón probablemente no hubiera tenido éxito de todas formas.  El movimiento no consiguió impedir a los científicos de la energía nuclear el utilizar la relatividad y mecánica cuántica, pero la educación de los ingenieros y científicos jóvenes padeció, no sólo de la pérdida de los científicos judíos pero también de nombramientos políticos y otras interferencias.  En 1938, Himmler escribió a Heisenberg que podía hablar de la física moderna pero sin mencionar a científicos judíos como Bohr y Einstein en relación con él.